# Tigertailz
Tigertailz é uma banda de glam metal britânica formada em 1983, em Cardiff, País de Gales.

## História
Lendário nome do Hard/Glam Rock britânico, foi formada em 1985, tendo como clássica formação composta por: Pepsi Tate, Jay Pepper, Steevi Jaimz, e Ian Welsh.Após algumas mudanças na formação da banda, o Tigertailz lança o single "Shoot to Kill" pela TT Records, tal single vendeu algumas centenas de cópias dando um bom começo para a banda. Após a saída de Steevi Jaimz para a entrada de Kim Hooker, a banda começa a viver seu ápice no cenário musical.
Eles são mais famosos por seu álbum de 1990, Bezerk, que fez o Top 40 no UK Albums Chart e gerou os singles de sucesso "Love Bomb Baby" e "Heaven".
Sucesso
Gravado em 1989 e intitulado de "Bezerk", foi o álbum mais bem sucedido do Tigertailz e chegou no 36º lugar das paradas inglesas. O álbum lançou grandes singles como "Heaven" (Top 40 UK), "Love Bomb Baby" e "Noise Level Critical"
Tragédia
O Tigertailz perde seu baixista Pepsi Tate, em 18 de setembro de 2007, aos 42 anos de idade, por causa de um câncer no pâncreas, um fato que chocou amigos e fãs.
A banda segue fazendo shows e com seu atual álbum "Thrill Pistol" lançado em 2007.

## Discografia
No final de 1991, o Tigertailz encontra muitos problemas e com a saída de Jay, surge "Wazbones"
álbum lançado somente em 1995 aproximadamente 5 anos depois do inicio das gravações.
Em 1992 foi lançado o lado B do Bezerk contendo faixas inéditas. Com nove faixas foi intitulado de "Banzai", mas este só foi lançado no Japão pela Sony. Esse que é o álbum mais raro do Tigertailz.
Em 1996 a banda lançou "You Looking at me? The best of live", que só foi lançado na Inglaterra.

### Lista de álbuns
- Young and Crazy (1987)
- Bezerk (1990)
- Banzai! (1991)
- Wazbones! (1995)
- You Lookin' At Me? (1996) (ao vivo)
- Bezerk 2.0 (2006)
- Thrill Pistol (2007)
- Bezerk Live-Burnin' Fuel (2010)